# Pastora
Pastora és un grup de música català de Barcelona format pels germans Caïm Riba Pastor (guitarra i sintetitzadors) i Pauet Riba Pastor, fills de Pau Riba i Romeva i Mercè Pastor; i Dolo Beltrán (veu).
Pastora es va fundar el 1996 com un grup audiovisual quan els germans formaven el grup com a duo. Després, Dolo Beltrán es va unir a la formació i fins avui, Pastora han continuat la seva carrera com a trio. El seu èxit "Lola" es va convertir en una de les cançons més sonades del 2003, i en 2012 van treure el seu primer disc íntegrament en català, Una altra galàxia, i van guanyar el Premi Cerverí de lletres per a cançó amb la cançó que dona nom a l'àlbum. Anteriorment havíen publicat en català les cançons "Planetes marins" i "Dolços somnis" en els àlbums anteriors La vida moderna (2005) i Un viaje en noria (2011) respectivament.

## Discografia

### Àlbums d'estudi
- Trip show audio visual tecno simfonic (1998)
- Cosmossoma (2000)
- Pastora (2004)
- La vida moderna (2005)
- Circuitos de Lujo (2008)
- Pastora RMX ED (2009)
- Un viaje en noria (2011)
- Una altra galàxia (2012)

### Senzills
- Pastora

1. "Un cuaderno lleno de cuentos"
2. "Lunes"
3. "Lola"
4. "Mirona"
5. "Tengo"

- La vida moderna

1. "Archivo de palabras tristes"
2. "Invasión"
3. "Desolado"
4. "Día tonto"
5. "Em vindràs a buscar"

- Circuitos de lujo

1. "Grandes despedidas"
2. "Cósmica"
3. "Cuánta vida"
4. "Me tienes contenta"
5. "Planetes Marins"

- Pastora RMX ED

1. "Una mañana"

- Un viaje en noria

1. "Feel the magic"

- Una altra galàxia

1. "Una altra galàxia"

- Altres senzills

1. "Penso en tu" (Sintonia de TVC per a la temporada d'hivern 2012)